# Emil Egli (Theologe)
Emil Egli (* 9. Januar 1848 in Flaach; † 31. Dezember 1908 in Zürich) war ein Schweizer reformierter Theologe und Kirchenhistoriker.

## Leben
Emil Egli wurde in Flaach im Kanton Zürich am 9. Januar 1848 als Sohn des Geographen Johann Jakob Egli und dessen Frau Elisabetha Hofmann geboren. Auf Schulen in Winterthur und St. Gallen vorgebildet, bezog er 1866 die Universität Zürich. 1870 berief man ihn als Vikar nach Kappel am Albis. Zwei Jahre darauf wurde er als Pfarrer in Dinhard eingesetzt. Nach Aussersihl wechselte er als solcher 1876. Seine Habilitation fand 1879 an. Als Pfarrer ging er 1885 nach Mettmenstetten. Die Universität Zürich ernannte ihn 1889 zum ausserordentlichen Professor für kirchliche Archäologie sowie Kirchengeschichte. 1893 stieg er zum ordentlichen Professor auf. Ferner machte sich Egli um die Erforschung des Lebens und Wirkens Ulrich Zwinglis einen Namen. So gründete er ein dem Reformator gewidmetes Museum. Am 31. Dezember 1908 verstarb Egli 60-jährig in Zürich.
Er war Mitarbeiter der Allgemeinen Deutschen Biographie, für die er drei Artikel schrieb, darunter über seinen Vater und über Zwingli.

## Schriften
- Die Schlacht bei Kappel 1531. 1873.
- Die Zürcher Wiedertäufer zur Reformationszeit. 1879.
- Aktensammlung zur Geschichte der Zürcher Reformation in den Jahren 1519–1533. 1879.
- Die St. Galler Täufer. 1887.
- Kirchengeschichte der Schweiz bis auf Karl den Grossen. 1893.
- Die christlichen Inschriften der Schweiz vom 4-9. Jahrhundert. 1895.
- Analecta reformatoria. Zwei Bände. 1899
- Schweizer Reformations-Geschichte. I. Band, Zürich 1910.